# Мацегора Геннадій Миколайович
Геннадій Миколайович Мацегора (нар. 19 квітня 1978) — український політик, колаборант з Росією під час російського вторгнення в Україну. Колишній мер Куп'янська.

## Політична діяльність
2010—2015 — депутат Куп'янської міської ради від Партії регіонів..
2015—2020 — депутат Харківської обласної ради від партії «Відродження».
2020—2022 — міський голова Куп'янська, обраний на місцевих виборах від ОПЗЖ.

## Колабораційна діяльність
27 лютого 2022 року Мацегора заявив у відео, що Куп'янськ переходить під контроль військових РФ. Він додав, що тепер дитсадки та школи повернуться «до звичайного режиму»..
У червні 2022 року він підписав протокол створення окупаційної Харківської адміністрації та публічно про це оголосив.
7 липня 2022 заарештований у Росії та перебуває під вартою.
8 червня 2024 у місті Старий Оскол на Мацегору було скоєно замах, внаслідок чого 10 червня той нібито помер у лікарні.
8 серпня Геннадій Мацегора, якого вважали загиблим після замаху, виявився живий. За даними одного із журналістів, чоловік продовжує керувати спортивним комплексом «Георгіївський» в Старому Осколі (Бєлгородської області) і вийшов на роботу.